# Пастернак, Борис Леонидович
Бори́с Леони́дович Пастерна́к (имя при рождении — Бори́с Исаа́кович Постерна́к; 29 января (10 февраля) 1890, Москва, Российская империя — 30 мая 1960, Переделкино, Кунцевский район, Московская область, СССР) — русский советский поэт, писатель и переводчик. Один из крупнейших русских поэтов XX века.
Первые стихи опубликовал в 23 года. В 1955 году закончил роман «Доктор Живаго», за который через три года Пастернаку присудили Нобелевскую премию по литературе — «за значительные достижения в современной лирической поэзии, а также за продолжение традиций великого русского эпического романа», после чего он подвергся травле и гонениям со стороны советского правительства и ряда коллег и в результате был вынужден отказаться от премии.

## Биография

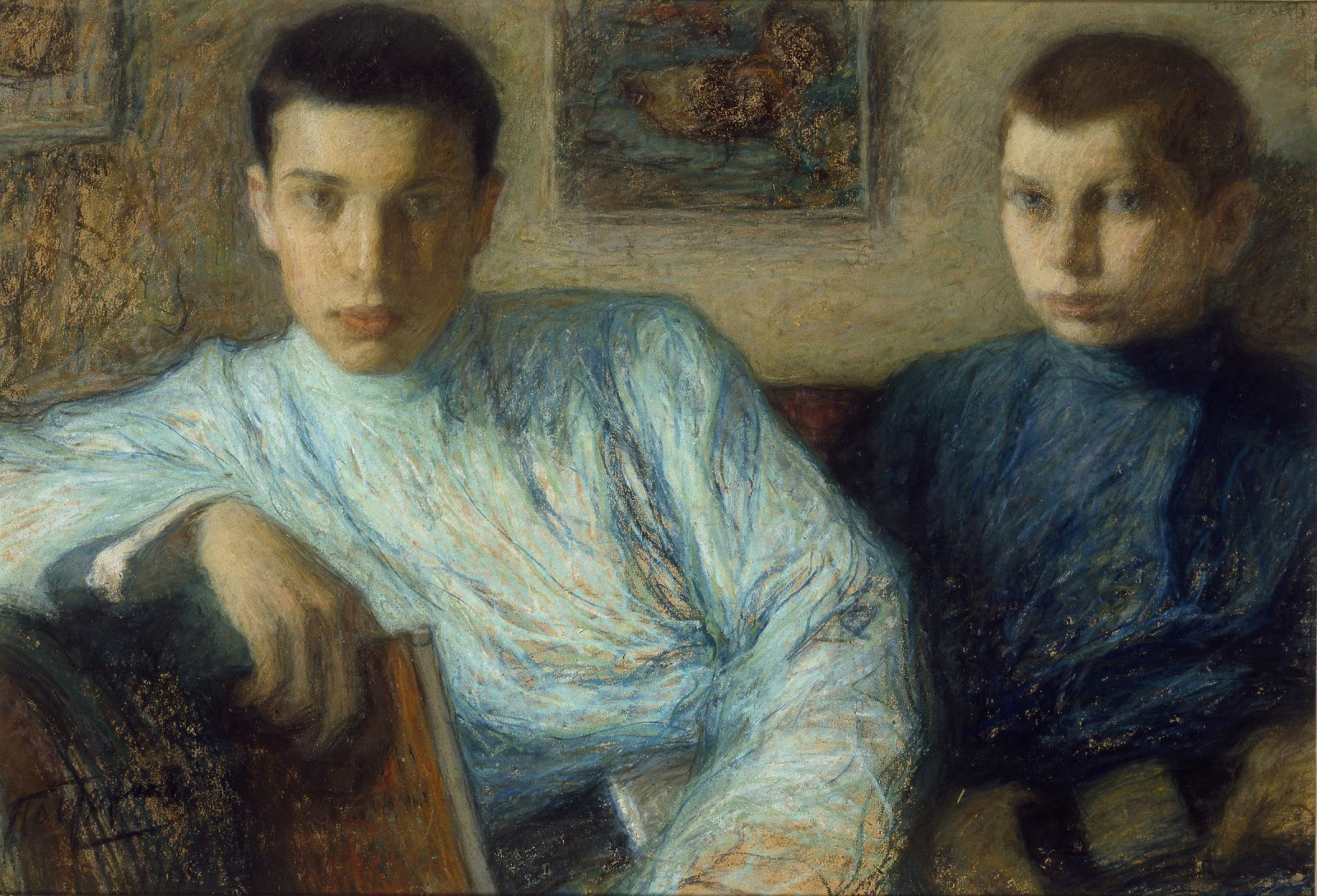
Борис (слева) и Александр Пастернак (справа). Портрет работы отца, Леонида Осиповича

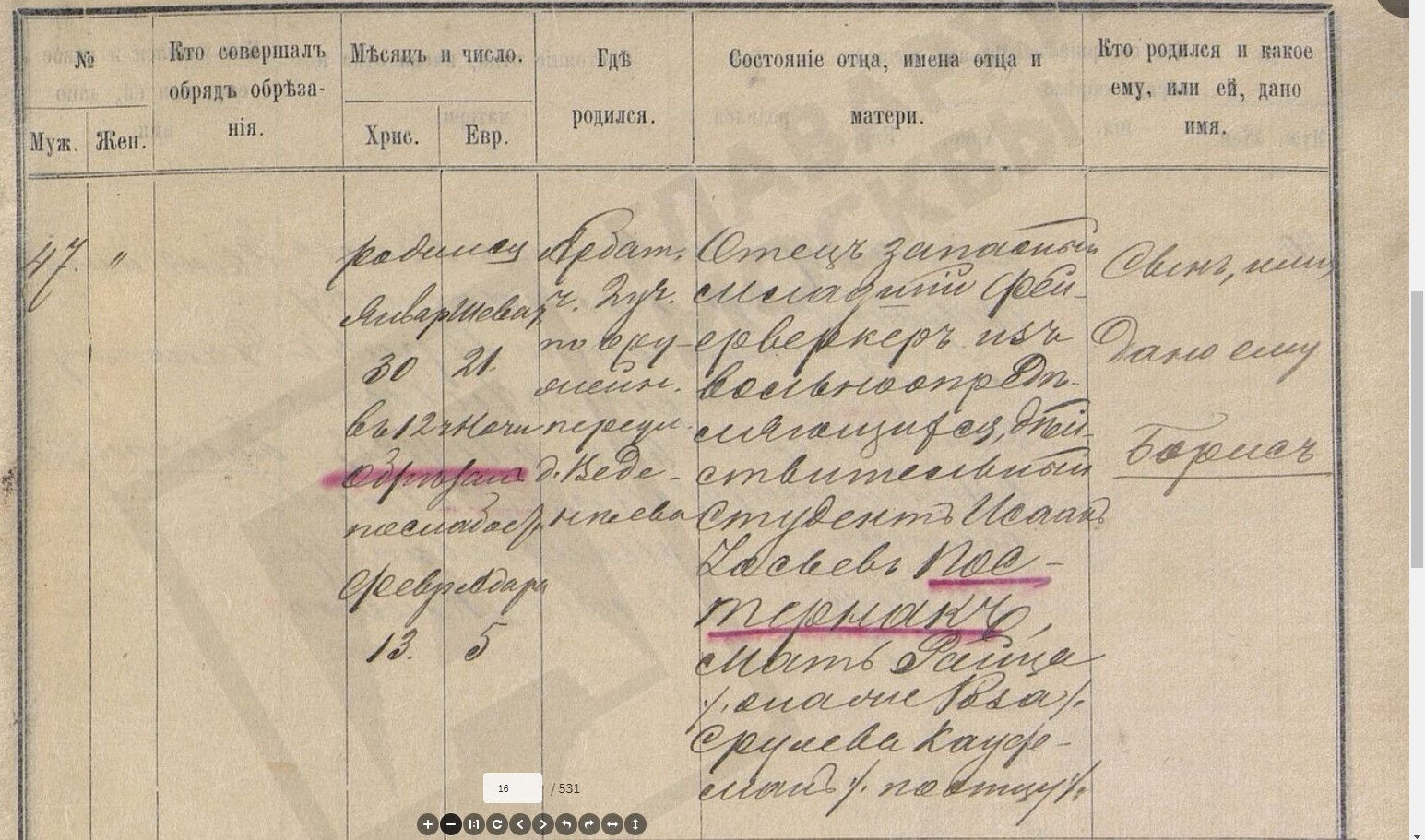
Запись о рождении Бориса Пастернака 30 января 1890 года (книга для записи родившихся евреев по городу Москве)

Родился в Москве в творческой еврейской семье. Отец — художник, академик Петербургской Академии художеств Леонид Осипович (Исаак Иосифович) Пастернак и мать — пианистка Розалия Исидоровна Пастернак (урождённая Кауфман, 1868—1939), переехали в Москву из Одессы в 1889 году, за год до рождения сына. Борис появился на свет в доме на пересечении Оружейного переулка и 2-й Тверской-Ямской улицы, где они поселились.
Согласно сохранившейся записи о рождении в метрической книге Московской синагоги, Борис Пастернак родился 30 января 1890 года: «родился январ[я] 30 / шеват[а] 21 в 12 ч[асов] ночи обрезан по слабости февр[аля] 13 / адара 5… Отец запасный младший фейерверкер из вольноопределяющихся, действительный студент Исаак Иосиев Пастернак, мать Райца (она же Роза) Срулева Кауфман (по отцу). [Кто родился:] Сын, имя дано ему Борис». В аттестате зрелости и ряде других документов 1900—1910-х годов дата рождения также записана как 30 января. Сын и биограф поэта Евгений Пастернак подтверждает время рождения из метрической книги: «в 12 часов ночи», указывая день рождения как 29 января (по старому стилю). Биограф поэта Дмитрий Быков находит возможным уточнить: «за несколько минут до полуночи». Сам Борис Пастернак называл своей датой рождения 29 января по старому стилю (причём упоминал о совпадении этой даты с годовщиной смерти Пушкина), но после календарной реформы 1918 года отмечал день рождения 11 февраля, что объясняется распространённой ошибкой при пересчёте даты 29 января на «новый стиль».
Кроме старшего, Бориса, в семье родились Александр (1893—1982), Жозефина (1900—1993) и Лидия (1902—1989). Ещё в аттестате зрелости по окончании гимназии Борис Пастернак фигурировал как «Борис Исаакович (он же Леонидович)».
Семья Пастернака поддерживала дружбу с известными художниками, в их числе Исаак Левитан, Михаил Нестеров, Василий Поленов, Сергей Иванов, Николай Ге. В доме бывали музыканты и писатели, в том числе и Лев Толстой; устраивались небольшие музыкальные выступления, в которых принимали участие Александр Скрябин и Сергей Рахманинов. В 1900 году во время второго визита в Москву с семьёй Пастернаков познакомился Райнер Мария Рильке. В 13 лет под влиянием композитора Александра Скрябина Пастернак увлёкся музыкой, которой занимался в течение шести лет (сохранились его две прелюдии и соната для фортепиано).
В 1900 году не был принят в 5-ю московскую гимназию (ныне московская школа № 91) из-за процентной нормы, но по предложению директора в 1901 году поступил сразу во второй класс. В 1903 году 6 (19) августа при падении с лошади сломал ногу и из-за неправильного срастания (лёгкая хромота, которую писатель скрывал, осталась на всю жизнь) был в дальнейшем освобождён от воинской повинности. Позже уделил особое внимание этому эпизоду в стихотворении «Август» как пробудившему его творческие силы.
25 октября 1905 года попал под казачьи нагайки, когда на Мясницкой улице столкнулся с толпой митингующих, которую гнала конная полиция. Этот эпизод потом нашёл своё отражение в его книгах.
В 1908 году одновременно с подготовкой к выпускным экзаменам в гимназии под руководством Юлия Энгеля и Рейнгольда Глиэра готовился к экзамену по курсу композиторского факультета Московской консерватории. Окончил гимназию с золотой медалью и всеми высшими баллами, кроме закона Божьего, от которого был освобождён из-за еврейского происхождения.
По примеру родителей, добившихся высоких профессиональных успехов неустанным трудом, стремился во всём «дойти до самой сути, в работе, в поисках пути». Валентин Асмус отмечал, что «ничто не было так чуждо Пастернаку, как совершенство наполовину».
Вспоминая впоследствии свои переживания, писал в «Охранной грамоте»: «Больше всего на свете я любил музыку… Но у меня не было абсолютного слуха…». После ряда колебаний Пастернак отказался от карьеры профессионального музыканта и композитора: «Музыку, любимый мир шестилетних трудов, надежд и тревог, я вырвал вон из себя, как расстаются с самым драгоценным». Одним из первых оценил его поэтический талант С. Н. Дурылин. Позднее написал, что именно «он переманил меня из музыки в литературу, по доброте своей сумев найти что-то достойное внимания в моих первых опытах».
В 1908 году поступил на юридический факультет Московского университета, а в 1909 году по совету Александра Скрябина перевёлся на философское отделение историко-филологического факультета.

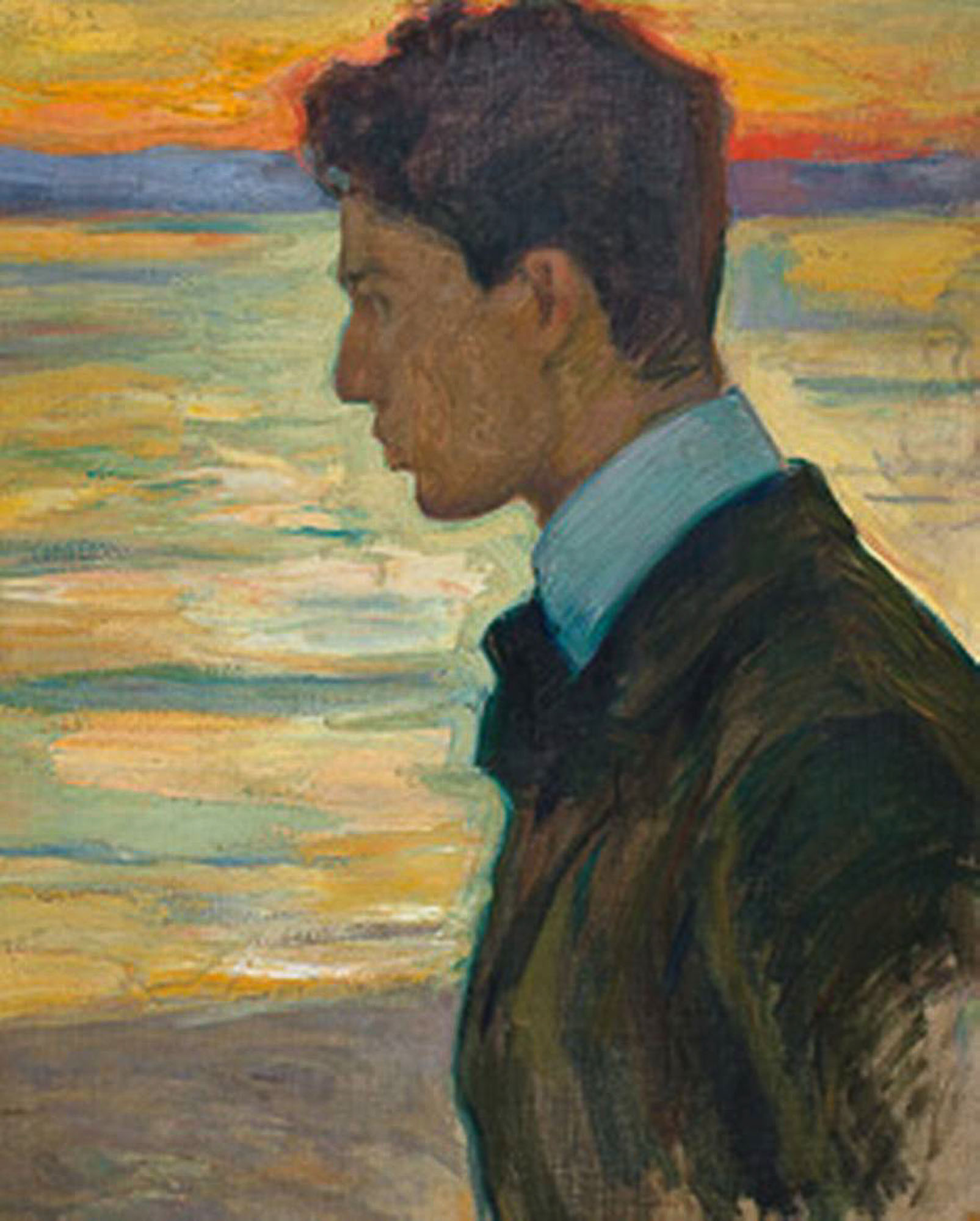
Борис Пастернак в 1910 году на картине Леонида Пастернака

Летом 1912 года изучал философию в Марбургском университете в Германии у главы марбургской неокантианской школы профессора Германа Когена, который советовал ему продолжить карьеру философа в Германии. Тогда же сделал предложение Иде Высоцкой (дочери крупного чаеторговца Давида Высоцкого), но получил отказ (факт описан в стихотворении «Марбург» и автобиографической повести «Охранная грамота»). В 1912 году вместе с родителями и сёстрами посетил Венецию, что нашло отражение в его стихах того времени. Виделся в Германии с кузиной Ольгой Фрейденберг (дочерью литератора и изобретателя Моисея Фрейденберга). С ней его связывала многолетняя дружба и переписка.
В 1912 году окончил Московский университет. За дипломом не явился. Диплом № 20974 сохранился в архиве Московского университета.

### Творческий путь
После поездки в Марбург Пастернак отказался от философских занятий. В это же время он начинает входить в круги московских литераторов. Он участвовал во встречах кружка символистского издательства «Мусагет», затем в литературно-артистическом кружке Юлиана Анисимова и Веры Станевич, из которого выросла недолговечная постсимволистская группа «Лирика». С 1914 года Пастернак примыкал к содружеству футуристов «Центрифуга» (куда также входили другие бывшие участники «Лирики» — Николай Асеев и Сергей Бобров). В этом же году близко знакомится с другим футуристом — Владимиром Маяковским, чья личность и творчество оказали на него определённое влияние. Позже, в 1920-е годы, Пастернак поддерживал связи с группой Маяковского «ЛЕФ», но в целом после революции занимал независимую позицию, не входя ни в какие объединения.
Первые стихи Пастернака по рекомендации С. Н. Дурылина были опубликованы в 1913 году (коллективный сборник группы «Лирика»), первая книга — «Близнец в тучах» — в конце того же года (на обложке — 1914), воспринималась самим Пастернаком как незрелая. В 1928 году половина стихотворений «Близнеца в тучах» и три стихотворения из сборника группы «Лирика» были объединены Пастернаком в цикл «Начальная пора» и сильно переработаны (некоторые фактически переписаны полностью); остальные ранние опыты при жизни Пастернака не переиздавались. Тем не менее, именно после «Близнеца в тучах» Пастернак стал осознавать себя профессиональным литератором.
В 1916 году вышел сборник «Поверх барьеров». Зиму и весну 1916 года Пастернак провёл на Урале, под городом Александровском Пермской губернии, в посёлке Всеволодо-Вильва, приняв приглашение поработать в конторе управляющего Всеволодо-Вильвенскими химическими заводами Бориса Збарского помощником по деловой переписке и торгово-финансовой отчётности. Широко распространено мнение, что прообразом города Юрятина из «Доктора Живаго» является город Пермь. В этом же году поэт побывал на Березниковском содовом заводе на Каме. В письме к С. П. Боброву от 24 июня 1916 г. (на следующий день после отъезда из дома во Всеволодо-Вильве), Борис «называет содовый завод „Любимов, Сольвэ и К“ и посёлок европейского образца при нём — „маленькой промышленной Бельгией“».
В годы гражданской войны (1917—1922)
После революции 1917 года, в 1921 году, родители Пастернака и его сёстры покидают советскую Россию по личному ходатайству Анатолия Луначарского для лечения главы семейства в Германии и обосновываются в Берлине, однако после операции Леонида Осиповича Пастернака семья не пожелала вернуться в СССР (позднее, после прихода к власти нацистов, семья в 1938 году переезжает в Лондон).
В СССР
В 1922 году Пастернак женится на художнице Евгении Лурье, с которой проводит в гостях у родителей в Берлине вторую половину года и всю зиму 1922—1923 годов. В том же 1922 году выходит программная книга поэта «Сестра моя — жизнь», большинство стихотворений которой были написаны ещё летом 1917 года. В следующем, 1923 году (23 сентября), в семье Пастернаков рождается сын Евгений (скончался в 2012 году).
Начинается активная переписка Пастернака с ними и русскими эмиграционными кругами вообще, в частности, с Мариной Цветаевой. В 1926 году началась переписка с Райнером Марией Рильке.
В 1920-е годы созданы также сборник «Темы и вариации» (1923), роман в стихах «Спекторский» (1925), цикл «Высокая болезнь», поэмы «Девятьсот пятый год» и «Лейтенант Шмидт». В 1928 году Пастернак обращается к прозе. К 1930-му году он заканчивает автобиографические заметки «Охранная грамота», где излагаются его принципиальные взгляды на искусство и творчество.
На конец 1920-х — начало 1930-х годов приходится короткий период официального советского признания творчества Пастернака. Он принимает активное участие в деятельности Союза писателей СССР и в 1934 году выступает с речью на его первом съезде, на котором Николай Бухарин призывал официально назвать Пастернака лучшим поэтом Советского Союза. Его большой однотомник с 1933 по 1936 год ежегодно переиздаётся.
Познакомившись с Зинаидой Нейгауз (в девичестве Еремеевой, 1897—1966), в то время женой пианиста Генриха Нейгауза, вместе с ней в 1931 году Пастернак предпринимает поездку в Грузию (см. ниже). Прервав первый брак, в 1932 году Пастернак женится на Зинаиде Нейгауз. В том же году выходит его книга «Второе рождение». В ночь на 1 января 1938 года у Пастернака и его второй жены рождается сын Леонид (будущий физик, умер в 1976 году).
В 1935 году Пастернак участвует в работе проходящего в Париже Международного конгресса писателей в защиту мира, где с ним случается нервный срыв. Это была его последняя поездка за границу. Белорусский писатель Якуб Колас в своих мемуарах вспоминал жалобы Пастернака на нервы и бессонницу.
В 1935 году Пастернак заступился за мужа и сына Анны Ахматовой, освобождённых из тюрем после писем Сталину от Пастернака и Анны Ахматовой. В декабре 1935 года Пастернак шлёт в подарок Сталину книгу переводов Грузинской лирики и в сопроводительном письме благодарит за «чудное молниеносное освобождение родных Ахматовой».
В январе 1936 года Пастернак публикует два стихотворения, обращённые со словами восхищения к Сталину. Однако уже к середине 1936 года отношение властей к нему меняется — его упрекают не только в «отрешённости от жизни», но и в «мировоззрении, не соответствующем эпохе», и безоговорочно требуют тематической и идейной перестройки. Это приводит к первой длительной полосе отчуждения Пастернака от официальной литературы. По мере ослабевающего интереса к советской власти стихи Пастернака приобретают более личный и трагический оттенок.
В 1936 году поселяется на даче в Переделкино, где с перерывами проживёт до конца жизни. С 1939 по 1960 год живёт на даче по адресу: улица Павленко, 3 (сейчас мемориальный музей). Его московский адрес в писательском доме с середины 1930-х до конца жизни: Лаврушинский переулок, д. 17/19, кв. 72.
К концу 1930-х годов он обращается к прозе и переводам, которые в 1940-х годах становятся основным источником его заработка. В тот период Пастернаком создаются ставшие классическими переводы многих трагедий Уильяма Шекспира (в том числе «Гамлета»), «Фауста» Гёте, «Марии Стюарт» Шиллера. Пастернак понимал, что переводами спасал близких от безденежья, а себя — от упрёков в «отрыве от жизни», но в конце жизни c горечью констатировал, что «… полжизни отдал на переводы — своё самое плодотворное время».
В годы Великой Отечественной войны (1941—1945)
14 октября 1941 года в составе писательского эшелона был эвакуирован из Москвы в Чистополь, Татарская АССР. По протекции драматурга Переца Маркиша, уезжавшего в Ташкент, Пастернак сумел снять небольшую угловую комнату на втором этаже дома банковского служащего Василия Вавилова (улица Володарского, 75). В 1990 году в этой квартире был организован Мемориальный музей Бориса Пастернака.
1941—1943 годы провёл в эвакуации в Чистополе. Помогал денежно многим людям, в том числе репрессированной дочери Марины Цветаевой — Ариадне Эфрон. В 1943 году выходит книга стихотворений «На ранних поездах», включающая четыре цикла стихов предвоенного и военного времени.
Послевоенные годы
В 1946 году Пастернак познакомился с Ольгой Ивинской (1912—1995), и она стала «музой» поэта. Он посвятил ей многие стихотворения. До самой смерти Пастернака их связывали близкие отношения.
В 1952 году у Пастернака случился первый инфаркт, описанный в стихотворении «В больнице»:

«О Господи, как совершенны

дела Твои, — думал больной, —

Постели, и люди, и стены,

Ночь смерти и город ночной…» 
Положение больного было серьёзным, но, как Пастернак написал 17 января 1953 года Нине Табидзе, его успокаивало, что «конец не застанет меня врасплох, в разгаре работ, за чем-нибудь недоделанным. То немногое, что можно было сделать среди препятствий, которые ставило время, сделано (перевод Шекспира, Фауста, Бараташвили)».

### Пастернак и Сталин
Существует обширная литература на тему взаимоотношений Иосифа Сталина и Бориса Пастернака. Доктор философских наук Евгений Громов, рассказывая о телефонном разговоре Сталина с Пастернаком по поводу судьбы Осипа Мандельштама, делал акцент на высокой оценке политиком поэта, на желании Пастернака поговорить со Сталиным не только о Мандельштаме, но и «о жизни и смерти» (услышав эти слова, Сталин повесил трубку), а также о разрешении секретаря Сталина Пастернаку открыто рассказывать о телефонной беседе с вождём. Целую большую главу «„Пасквиль на вождей“. Сталин и дело Мандельштама 1934 года» в своей монографии «Поэт и Царь: Из истории русской культурной мифологии (Мандельштам, Пастернак, Бродский)» посвятил этим событиям литературовед, исследователь русского литературного модернизма и авангарда Глеб Морев.
Английский историк, писатель и журналист, доктор философии по истории, специализирующийся на истории Российской империи и СССР, Саймон Себаг-Монтефиоре в своей монографии «Молодой Сталин» рассказывает, что в 1949 году к официальному празднованию 70-летию Сталина член Политбюро ЦК КПСС Лаврентий Берия поручил лучшим переводчикам, в том числе Борису Пастернаку и Арсению Тарковскому, подготовить подарочное русское издание стихотворений, созданных Сталиным в 1895—1896 годах. Им не сказали, кто автор, но один из поэтов оценил их как достойные Сталинской премии первой степени, правда, Саймон Себаг-Монтефиоре предполагал, что, вероятно, он догадался о личности их автора. В разгар проекта работа была прекращена. Саймон Себаг-Монтефиоре утверждал, что Сталин хотел, чтобы история запомнила его как лидера революции и руководителя советского государства, а не как поэта-подростка из Грузии. Профессор кафедры мировой литературы и культуры Московского государственного института международных отношений Министерства иностранных дел Российской Федерации Дмитрий Быков в книге «Борис Пастернак», вышедшей в серии «Жизнь замечательных людей» в 2007 году, по-другому излагает легендарную, по его убеждению, историю попытки публикации книги стихов Сталина и роли Бориса Пастернака в ней. В его версии Сталин лично показал Пастернаку некую подборку стихотворений в русских переводах и спросил его мнение о стихах. Пастернак якобы сказал, что стихи посредственные. После этого издание было остановлено.

### Пастернак и Грузия
Впервые интерес Пастернака к Грузии проявился в 1917 году, когда было написано стихотворение «Памяти Демона», в котором зазвучала навеянная творчеством Лермонтова кавказская тема.
В октябре 1930 года Пастернак познакомился с приехавшим в Москву грузинским поэтом Паоло Яшвили.
В июле 1931 года по приглашению П. Яшвили Борис Леонидович с Зинаидой Николаевной Нейгауз и её сыном Адрианом (Адиком) приехали в Тифлис. Там началось знакомство и последовала тесная дружба с Тицианом Табидзе, Г. Леонидзе, С. Чиковани, Ладо Гудиашвили, Николо Мицишвили и другими деятелями грузинского искусства.
Впечатления от трёхмесячного пребывания в Грузии, тесное соприкосновение с её самобытными культурой и историей оставили заметный след в духовном мире Пастернака.
6 апреля 1932 года он организовал в Москве литературный вечер грузинской поэзии. 30 июня Пастернак написал П. Яшвили, что будет писать о Грузии.
В августе 1932 года вышла книга «Второе рождение» с включённым в неё циклом «Волны», полным восторга:
…Мы были в Грузии. Помножим

Нужду на нежность, ад на рай,

Теплицу льдам возьмём подножьем,

И мы получим этот край…
В ноябре 1933 года Пастернак совершил вторую поездку в Грузию, уже в составе писательской бригады (Н. Тихонов, Ю. Тынянов, О. Форш, П. Павленко и В. Гольцев). В 1932—1933 годах Пастернак увлечённо занимался переводами грузинских поэтов.
В 1934 году в Грузии и в Москве был издан пастернаковский перевод поэмы Важи-Пшавелы «Змееед».
4 января 1935 года на 1-м Всесоюзном совещании переводчиков Пастернак рассказал о своих переводах грузинской поэзии. 3 февраля того же года он читал их на конференции «Поэты Советской Грузии».
В феврале 1935 года вышли книги: в Москве — «Грузинские лирики» в переводах Пастернака (оформление художника Ладо Гудиашвили), а в Тифлисе — «Поэты Грузии» в переводах Пастернака и Тихонова. Т. Табидзе писал о переводах грузинских поэтов Пастернаком, что им сохранены не только смысловая точность, но и «все образы и расстановка слов, несмотря на некоторое несовпадение метрической природы грузинского и русского стиха, и, что важнее всего, в них чувствуется напев, а не переложение образов, и удивительно, что всё это достигнуто без знания грузинского языка».
В 1936 году был завершён ещё один грузинский цикл стихов — «Из летних заметок», посвящённый «друзьям в Тифлисе».
22 июля 1937 года застрелился Паоло Яшвили. В августе Пастернак написал его вдове письмо с соболезнованиями.
10 октября был арестован, а 16 декабря расстрелян Тициан Табидзе. Пастернак на протяжении многих лет материально и морально поддерживал его семью. В этом же году был репрессирован ещё один грузинский друг Пастернака — Н. Мицишвили.
Когда в Москву перед войной вернулась М. И. Цветаева, по ходатайству Пастернака в Гослитиздате ей давали переводческую работу, в том числе из грузинских поэтов. Цветаева перевела три поэмы Важа-Пшавела (больше 2000 строк), но жаловалась на трудности грузинского языка.

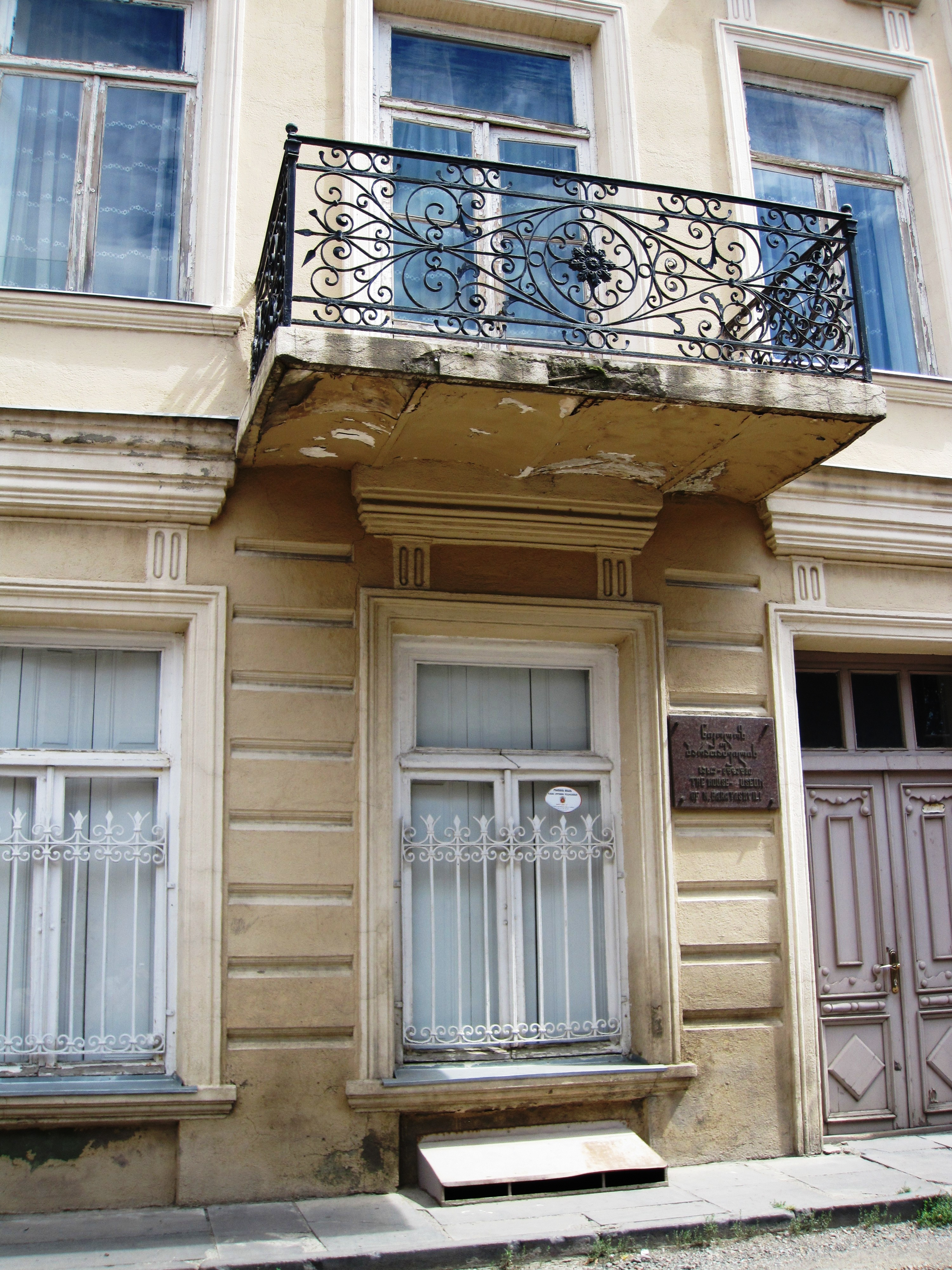
Дом-музей поэта Н. Бараташвили в Тбилиси

В 1945 году Пастернак завершил перевод практически всех сохранившихся стихотворений и поэм Н. Бараташвили. 19 октября по приглашению Симона Чиковани он выступил на юбилейных торжествах, посвящённых Бараташвили, в тбилисском Театре имени Руставели. Перед отъездом из Тбилиси поэт получил в подарок от Нины Табидзе запас гербовой бумаги, сохранившейся после ареста её мужа. Е.Б. Пастернак писал, что именно на ней были написаны первые главы «Доктора Живаго». Борис Леонидович, оценивший «благородную желтизну слоновой кости» этой бумаги, говорил позднее, что это ощущение сказалось на работе над романом и что это — «Нинин роман».
В 1946 году Пастернак написал две статьи: «Николай Бараташвили» и «Несколько слов о новой грузинской поэзии». В последней не упоминались имена бывших под запретом П. Яшвили и Т. Табидзе, но строки о них он включил в 1956 году в специальные главы очерка «Люди и положения», который был напечатан в «Новом мире» только в январе 1967 года.
В октябре 1958 года среди первых поздравивших Пастернака с Нобелевской премией была гостившая в его доме вдова Тициана Табидзе — Нина.
С 20 февраля по 2 марта 1959 года состоялась последняя поездка Бориса Леонидовича и Зинаиды Николаевны в Грузию. Поэту хотелось подышать воздухом молодости, побывать в домах, где когда-то жили его ушедшие друзья; другой важной причиной было то, что власти вынудили Пастернака уехать из Москвы на время визита в СССР британского премьер-министра Г. Макмиллана, который выразил желание повидать «переделкинского затворника» и лично выяснить причины, по которым тот отказался от Нобелевской премии. По просьбе Пастернака Нина Табидзе пыталась сохранить его приезд в тайне, только в доме художника Ладо Гудиашвили был устроен вечер с избранным кругом друзей. В мемориальной комнате квартиры семьи Табидзе, где жил Пастернак, сохранились вещи, которыми он пользовался: низкий старомодный абажур над круглым столом, конторка, за которой он писал.
Попытки осмыслить и понять корни грузинской культуры привели писателя к замыслу разработать тему раннехристианской Грузии. Пастернак начал подбирать материалы о жизнеописаниях святых грузинской церкви, археологических раскопках, грузинском языке. Однако из-за преждевременной смерти поэта замысел остался неосуществлённым.

Начавшаяся в начале 1930-х годов дружба с видными представителями грузинского искусства, общение и переписка с которыми длились почти тридцать лет, привела к тому, что для Пастернака Грузия стала второй родиной. Из письма Нине Табидзе: 
…Но вот окончусь я, останется жизнь моя,… и что в ней было главного, основного? Пример отцовской деятельности, любовь к музыке и А. Н. Скрябину, две — три новых ноты в моём творчестве, русская ночь в деревне, революция, Грузия.
Интерес и любовь к народу и культуре Грузии прививал Пастернаку, в частности, герой поэмы Н. Бараташвили «Судьба Грузии» Ираклий II, прототипом которого является грузинский царь восемнадцатого века.
1990 год был объявлен ЮНЕСКО «годом Пастернака». Устроители юбилейной мемориальной выставки в Государственном музее изобразительных искусств имени А. С. Пушкина выделили тему «Пастернак и Грузия» в отдельный раздел.
Вопросы развития связей русской и грузинской культур на примере взаимоотношений поэтов были включены в повестку международной конференции «Борис Пастернак и Тициан Табидзе: дружба поэтов как диалог культур», состоявшейся 5−6 апреля 2015 года в Государственном литературном музее в Москве.

### «Доктор Живаго»

Портрет Пастернака перед входом в книжный магазин Фельтринелли, Рим, 2012 г.

В феврале 1959 года Борис Пастернак написал о своём отношении к месту, которое занимала проза в его творчестве:

…Я всегда стремился от поэзии к прозе, к повествованию и описанию взаимоотношений с окружающей действительностью, потому что такая проза мне представляется следствием и осуществлением того, что значит для меня поэзия.
В соответствии с этим я могу сказать: стихи — это необработанная, неосуществленная проза…

Роман «Доктор Живаго» он писал в течение десяти лет — с 1945 по 1955 год. Став, по оценке самого писателя, вершиной его творчества как прозаика, роман представляет собой широкое полотно жизни российской интеллигенции на фоне драматического периода с начала столетия до Великой Отечественной войны. «Доктор Живаго» пронизан высокой поэтикой и сопровождён стихами заглавного героя. Во время работы над романом Пастернак не раз менял его название — «Мальчики и девочки», «Свеча горела», «Опыт русского Фауста», «Смерти нет».
Роман, затрагивающий сокровенные вопросы человеческого существования — тайны жизни и смерти, вопросы истории, христианства, был резко негативно встречен властями и официальной советской литературной средой, отвергнут к печати из-за неоднозначной позиции автора по отношению к Октябрьской революции и последующим изменениям в жизни страны. Э. Г. Казакевич, например, заявил: «Оказывается, судя по роману, Октябрьская революция — недоразумение и лучше было её не делать»; К. М. Симонов, главный редактор «Нового мира», отреагировал отказом: «Нельзя давать трибуну Пастернаку!».
Книга вышла в свет сначала в Италии в 1957 году в издательстве Feltrinelli. По воспоминаниям Ольги Ивинской, «крёстным отцом» романа стал литературный агент Серджио Д’Анджело, который привёз невычитанную рукопись и подал миланскому издателю Фельтринелли идею выпустить роман. Передавая рукопись, Пастернак сказал Д’Анджело: «Вы меня пригласили взглянуть в лицо собственной казни». Спустя некоторое время «Доктора Живаго» опубликовали в Голландии и Великобритании при посредничестве философа и дипломата сэра Исайи Берлина.
Издание романа в Нидерландах и Великобритании (а затем и в США в карманном формате) и бесплатную раздачу книги советским туристам на Всемирной выставке 1958 года в Брюсселе и на фестивале молодёжи и студентов в Вене в 1959 году организовало Центральное разведывательное управление США. ЦРУ также участвовало в распространении «имевшей большую пропагандистскую ценность» книги в странах социалистического блока. Кроме того, как следует из рассекреченных документов, в конце 1950-х годов британское министерство иностранных дел пыталось использовать «Доктора Живаго» как инструмент антикоммунистической пропаганды и финансировало издание романа на языке фарси.
Фельтринелли обвинил голландских издателей в нарушении его прав на издание. ЦРУ сумело погасить этот скандал, так как книга имела успех среди советских туристов.

### Нобелевская премия. Травля

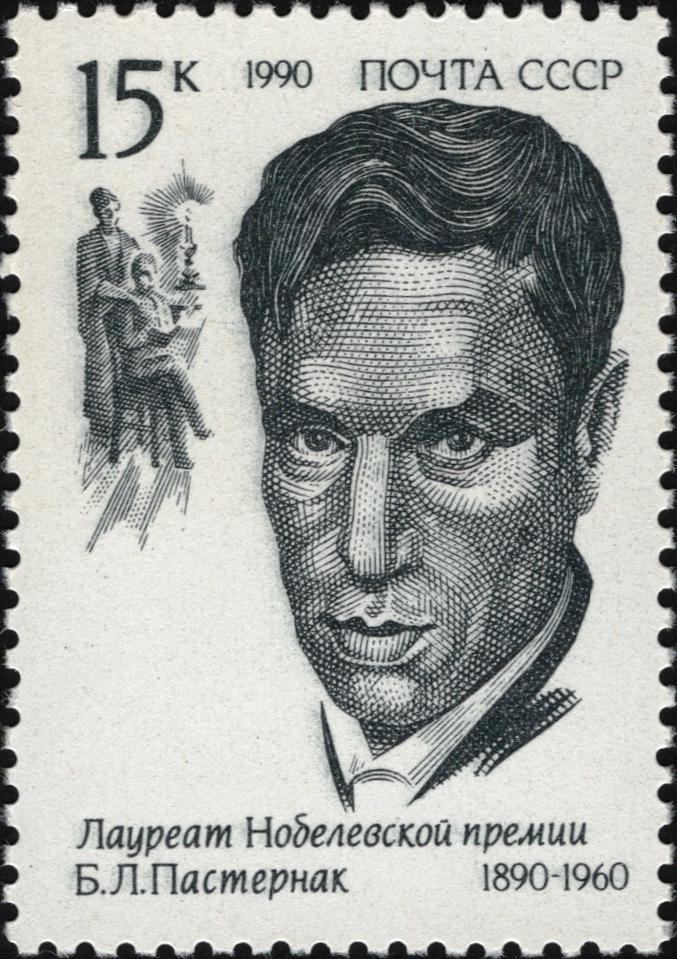
Марка СССР, 1990 год

Ежегодно в период с 1946 по 1950 год, а также в 1957 году Пастернак выдвигался на соискание Нобелевской премии по литературе. В 1958 году его кандидатура была предложена прошлогодним лауреатом Альбером Камю, и 23 октября Пастернак стал вторым писателем из России (после И. A. Бунина), удостоенным этой награды.
Уже в день присуждения премии (23 октября 1958 года) по инициативе М. А. Суслова Президиум ЦК КПСС принял постановление «О клеветническом романе Б. Пастернака», которое признало решение Нобелевского комитета очередной попыткой втягивания в холодную войну.
Присуждение премии привело к травле Пастернака в советской печати, исключению его из Союза писателей СССР, оскорблениям в его адрес со страниц советских газет, на собраниях «трудящихся». Московская организация Союза писателей СССР, вслед за правлением Союза писателей, требовали высылки Пастернака из Советского Союза и лишения его советского гражданства. Среди литераторов, требовавших высылки, были Л. И. Ошанин, А. И. Безыменский, Б. A. Слуцкий, С. A. Баруздин, Б. Н. Полевой и многие другие (см. стенограмму заседания Общемосковского собрания писателей в разделе «Ссылки»). Отрицательное отношение к роману высказывалось и некоторыми русскими литераторами на Западе, в том числе В. В. Набоковым.
«Литературная газета» (главный редактор — В. Кочетов) 25 октября 1958 года заявила, что писатель «согласился исполнять роль наживки на ржавом крючке антисоветской пропаганды».
Публицист Давид Заславский напечатал в «Правде» статью «Шумиха реакционной пропаганды вокруг литературного сорняка».
Сергей Михалков откликнулся на присуждение Пастернаку премии отрицательной эпиграммой под карикатурой М. Абрамова «Нобелевское блюдо».
29 октября 1958 года на Пленуме ЦК ВЛКСМ Владимир Семичастный, в то время — первый секретарь ЦК комсомола, заявил (как он впоследствии утверждал, по указанию Хрущёва) следующее:
…как говорится в русской пословице, и в хорошем стаде заводится паршивая овца. Такую паршивую овцу мы имеем в нашем социалистическом обществе в лице Пастернака, который выступил со своим клеветническим так называемым «произведением»...
В официозной писательской среде Нобелевская премия Пастернаку была воспринята также негативно. На собрании президиума Союза писателей 25 октября 1958 года было озвучено предложение лишить Пастернака гражданства и выслать из страны. 31 октября 1958 года председательствующий на Общемосковском собрании писателей СССР Сергей Смирнов выступил с речью, заключив, что писателям следует обратиться к правительству с просьбой лишить Пастернака советского гражданства.
В тот же день «Литературная газета» по просьбе редколлегии «Нового мира», возглавляемой на тот момент А. Т. Твардовским, публикует письмо Пастернаку, составленное в сентябре 1956 года тогдашней редколлегией журнала и отклоняющее рукопись его романа. Письмо содержало резкую критику произведения и его автора и помимо «Литературной газеты» было позднее опубликовано в ближайшем выпуске «Нового мира».
27 октября 1958 года постановлением совместного заседания президиума правления Союза писателей СССР, бюро оргкомитета Союза писателей РСФСР и президиума правления Московского отделения Союза писателей РСФСР Пастернак был единогласно исключён из Союза писателей СССР. Решение об исключении было одобрено 28 октября на собрании московских журналистов, а 31 октября — на общем собрании писателей Москвы, под председательством С. С. Смирнова. Несколько писателей на собрание не явились по болезни, из-за отъезда или без указания причин (в том числе А. Т. Твардовский, М. А. Шолохов, В. А. Каверин, Б. А. Лавренёв, С. Я. Маршак, И. Г. Эренбург, Л. М. Леонов). По всей стране прошли собрания республиканских, краевых и областных писательских организаций, на которых писатели осудили Пастернака за предательское поведение, поставившее его вне советской литературы и советского общества.
Присуждение Нобелевской премии Б. Л. Пастернаку и начавшаяся кампания его травли неожиданно совпали с присуждением в том же году Нобелевской премии по физике советским физикам П. А. Черенкову, И. М. Франку и И. Е. Тамму. 29 октября в газете «Правда» появилась статья, подписанная шестью академиками, в которой сообщалось о выдающихся достижениях советских физиков, награждённых Нобелевскими премиями. В ней содержался абзац о том, что присуждение премий физикам было объективным, а по литературе — вызвано политическими соображениями. Вечером 29 октября в Переделкино приехал академик М. А. Леонтович, который счёл долгом заверить Пастернака, что настоящие физики так не считают, а тенденциозные фразы в статье не содержались и были вставлены помимо их воли. В частности, статью отказался подписать академик Л. А. Арцимович (сославшись на завет Павлова учёным говорить только то, что знаешь). Он потребовал, чтобы ему дали для этого прочесть «Доктора Живаго».

Травля поэта привела к возникновению поговорки: «Не читал, но осуждаю!». Так как, например, в киевской «Литературной газете» была опубликована статья, автор которой утверждал: 
Борис Пастернак написав роман «Доктор Живаго». Я його не читав, але не маю підстав не вірити редколегії журналу «Новый мир», що роман поганий. I з художнього боку, i з ідейного.
 Обличительные митинги проходили на рабочих местах, в институтах, заводах, чиновных организациях, творческих союзах, где составлялись коллективные оскорбительные письма с требованием кары опального поэта.
Несмотря на то, что премия была присуждена Пастернаку «за значительные достижения в современной лирической поэзии, а также за продолжение традиций великого русского эпического романа», усилиями официальных советских властей она должна была надолго запомниться только как прочно связанная с романом «Доктор Живаго». В результате массовой кампании давления Борис Пастернак отказался от Нобелевской премии. В телеграмме, посланной в адрес Шведской академии, Пастернак писал: «В силу того значения, которое получила присуждённая мне награда в обществе, к которому я принадлежу, я должен от неё отказаться. Не сочтите за оскорбление мой добровольный отказ».
Джавахарлал Неру и Альбер Камю взяли на себя ходатайство за нового нобелевского лауреата Пастернака перед Никитой Хрущёвым. Но всё оказалось тщетно.

По мнению Евгения Евтушенко, Пастернак в этих событиях оказался заложником внутриполитической борьбы между различными группами властной элиты СССР, а также идеологического противостояния с Западом: 
"Желая столкнуть Хрущёва с пути либерализации и опытным нюхом почуяв, что какая-то часть его души тоже хочет «заднего хода», идеологические чиновники подготовили искусно подобранный из «контрреволюционных цитат» «дайджест» в 35 страниц из «Доктора Живаго» для членов Политбюро и умело организовали на страницах газет «народное возмущение» романом, который никто из возмущавшихся им не читал. Пастернаком начали манипулировать, сделав его роман картой в политической грязной игре — и на Западе, и внутри СССР. Антикоммунизм в этой игре оказался умней коммунизма, потому что выглядел гуманней в роли защитника преследуемого поэта, а коммунизм, запрещая этот роман, был похож на средневековую инквизицию. Но партийной бюрократии было плевать, как она выглядит в так называемом «мировом общественном мнении», — ей нужно было удержаться у власти внутри страны, а это было возможно лишь при непрерывном производстве «врагов советской власти». Самое циничное в истории с Пастернаком в том, что идеологические противники забыли: Пастернак — живой человек, а не игральная карта, и сражались им друг против друга, ударяя его лицом по карточному столу своего политического казино."
Несмотря на исключение из Союза писателей СССР, Пастернак продолжал оставаться членом Литфонда СССР, получать гонорары, публиковаться. Неоднократно высказывавшаяся его гонителями мысль о том, что Пастернак, вероятно, захочет покинуть СССР, была им отвергнута — Пастернак в письме на имя Хрущёва написал: «Покинуть Родину для меня равносильно смерти. Я связан с Россией рождением, жизнью, работой».
Из-за опубликованного на Западе стихотворения «Нобелевская премия» 27 февраля 1959 года было принято постановление ЦК КПСС «О Пастернаке Б. Л.», Пастернак в феврале 1959 года был вызван к Генеральному прокурору СССР Р. А. Руденко, где ему угрожали обвинением по статье 1 «Измена Родине» Закона СССР от 25 декабря 1958 года «Об уголовной ответственности за государственные преступления».
Летом 1959 года Пастернак начал работу над оставшейся незавершённой пьесой «Слепая красавица», но обнаруженный вскоре рак лёгких в последние месяцы жизни приковал его к постели.

### Смерть и похороны

Кровать, на которой скончался Борис Пастернак. Дом-музей в Переделкине

По воспоминаниям сына поэта, 1 мая 1960 года больной Пастернак, в предчувствии близкой кончины, попросил свою знакомую Е. А. Крашенинникову об исповеди.
Борис Леонидович Пастернак умер от рака лёгких в подмосковном Переделкине 30 мая 1960 года на 71-м году жизни. Сообщение о его смерти было напечатано в «Литературной газете» (от 2 июня) и в газете «Литература и жизнь» (от 1 июня), а также в газете «Вечерняя Москва».
Борис Пастернак был похоронен 2 июня 1960 года на Переделкинском кладбище. Проводить его в последний путь, несмотря на опалу поэта, пришло много людей (среди них Наум Коржавин, Булат Окуджава, Андрей Вознесенский, Кайсын Кулиев). Автор памятника на его могиле — скульптор Сарра Лебедева.

Надгробие Пастернака в Переделкине

## Оценки современников
Поэт Константин Ваншенкин вспоминал: «Когда я сказал к слову, что не знаком с Пастернаком, Твардовский ответил веско:
 — Не много потеряли.

## Семья
Первая жена писателя — Евгения Владимировна Пастернак (в девичестве Лурье, 1898—1965). Брак продлился с 1922 по 1931 год. В браке родился сын Евгений Пастернак (1923—2012).
Вторая жена — Зинаида Николаевна Нейгауз-Пастернак (1897—1966), ранее жена Генриха Нейгауза. Брак был заключён в 1932 году. В семье Пастернака воспитывались двое детей Генриха и Зинаиды Нейгаузов - пианист Станислав Нейгауз и математик Милица Нейгауз. В браке родился второй сын Пастернака — Леонид (умер в 1976 году в возрасте 38 лет).
Последняя любовь Пастернака, Ольга Ивинская (1912—1995) (они сошлись в 1948 году), была осуждена за «антисоветскую агитацию» и «близость к лицам, подозреваемым в шпионаже», а после смерти поэта — ещё и за контрабанду, и провела в заключении несколько лет (вплоть до 1964), потом на полученные по завещанию гонорары приобрела квартиру в доме около Савёловского вокзала, где жила до своей кончины 8 сентября 1995 года. Похоронена на Переделкинском кладбище.
У Бориса Пастернака 4 внука и 10 правнуков.

## После смерти
Памятник на могиле неоднократно осквернялся, и к сороковой годовщине смерти поэта была установлена точная копия памятника, выполненная скульптором Дмитрием Шаховским.
В ночь на воскресенье 5 ноября 2006 года вандалы осквернили и этот памятник. В настоящее время на могиле, расположенной на крутом склоне высокого холма, для укрепления восстановленного памятника и предотвращения сползания грунта сооружён мощный стилобат, накрывающий захоронения самого Пастернака, его жены Зинаиды Николаевны (умерла в 1966 году), младшего сына Леонида (умер в 1976 году), старшего сына Евгения Борисовича Пастернака (умер в 2012 году) и пасынка Адриана Нейгауза. Также была устроена площадка для посетителей и экскурсантов.

### Реабилитация
Негативное отношение советских властей к Пастернаку постепенно менялось после его смерти. В 1965 году в серии «Библиотека поэта» было опубликовано почти полное стихотворное наследие поэта (известное как Синий Пастернак). В статьях о Пастернаке в Краткой литературной энциклопедии (1968) и в Большой советской энциклопедии (1975) о его творческих трудностях в 1950-х годах уже рассказывается в нейтральном ключе (автор обеих статей — З. С. Паперный). В 1977 году имя Пастернака упоминается и в популярнейшем советском кинофильме «Служебный роман», где Новосельцев (герой Андрея Мягкова) читает стихотворение Пастернака «Любить иных – тяжёлый крест...». Однако о публикации романа «Доктор Живаго» в СССР речи не шло вплоть до перестройки.
В СССР до 1989 года в школьной программе по литературе не было никаких упоминаний о творчестве Пастернака, да и о его существовании вообще.
В 1987 году решение об исключении Пастернака из Союза писателей СССР было отменено. В 1988 году роман «Доктор Живаго» впервые был напечатан в СССР («Новый мир»). Летом 1988 года был выписан диплом Нобелевской премии Пастернака. Он был послан в Москву наследникам поэта через его младшего друга, поэта Андрея Вознесенского, приезжавшего в Стокгольм. 9 декабря 1989 года медаль Нобелевского лауреата была вручена в Стокгольме сыну поэта — Евгению Пастернаку. Под его же редакцией вышло несколько собраний сочинений поэта, в том числе полное собрание сочинений в 11 томах (издательство «Слово», 2003—2005). В конце XX — начале XXI века в России были изданы многочисленные сборники, воспоминания и материалы к биографии писателя.

## Память

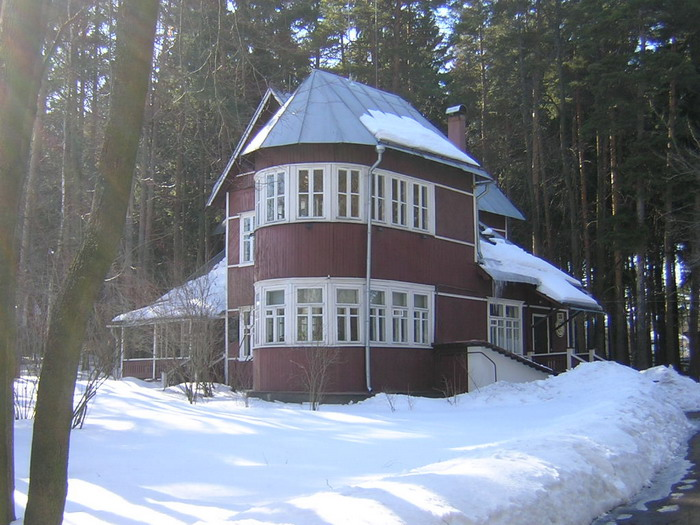
Дом-музей Б. Л. Пастернака в Переделкине

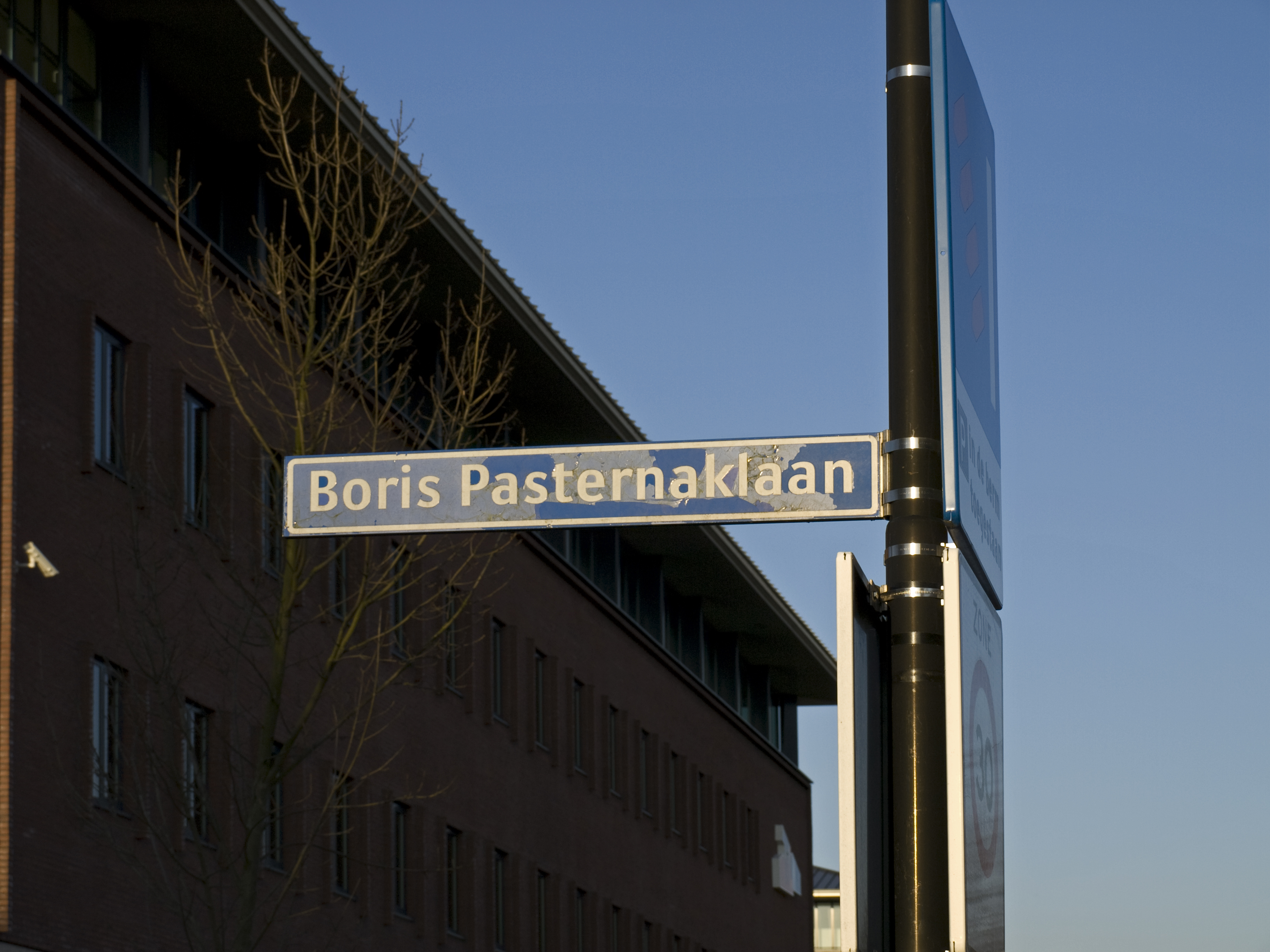
Улица Бориса Пастернака, Зутермер, Нидерланды

В 1960—1962 годах Исаак Савранский написал поэму «Смерть Пастернака».
В октябре 1984 года по решению суда дача Пастернака в Переделкино была изъята у родственников писателя и передана в государственную собственность. Через два года, в 1986 году, на даче был основан первый в СССР музей Пастернака.
В 1980 году, в год 90-летия со дня рождения поэта, астроном Крымской астрофизической обсерватории Людмила Карачкина назвала астероид, открытый 21 февраля 1980 года, (3508) Pasternak.
В 1990 году, в год 100-летия со дня рождения поэта, Мемориальный музей Бориса Пастернака открыл свои двери в Чистополе, в доме, где поэт жил в эвакуации в годы Великой Отечественной войны (1941—1943), и в Переделкино, где он жил долгие годы вплоть до своей смерти. Директор дома-музея поэта — Наталья Пастернак, приходящаяся ему невесткой (вдова младшего сына Леонида).

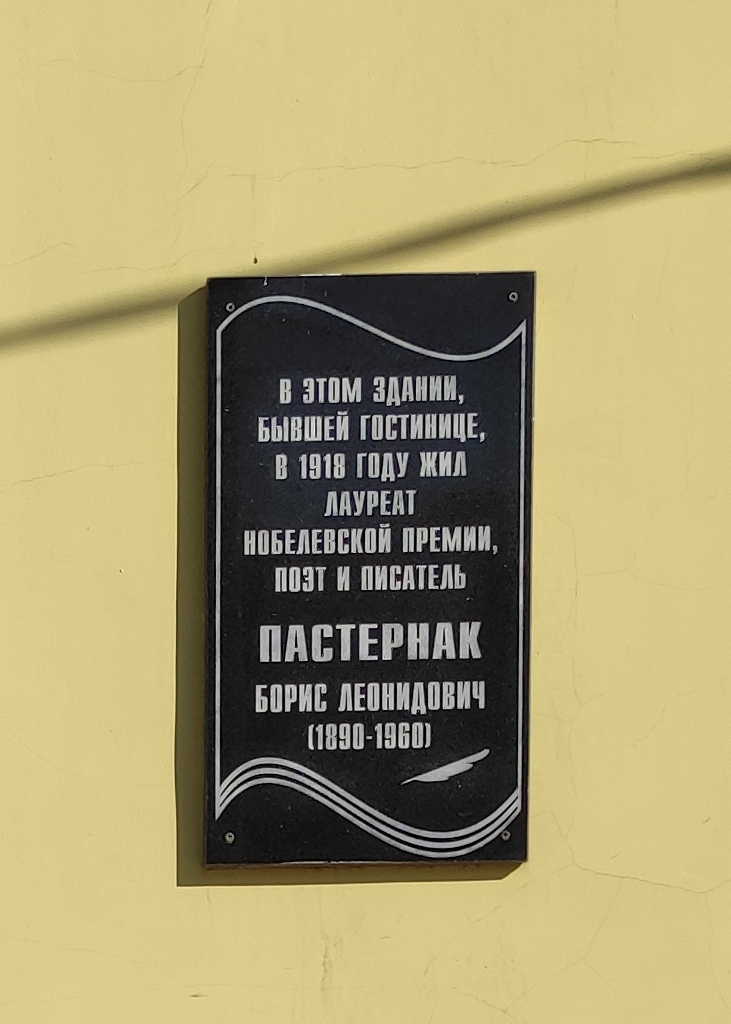
Мемориальная доска памяти Бориса Пастернака в Туле

В 2008 году во Всеволодо-Вильве (Пермский край) в доме, где начинающий поэт жил с января по июнь 1916 года, был открыт музей.
В 2009 году, в день города, в Перми был открыт первый в России памятник Пастернаку в сквере около Оперного театра (скульптор — Елена Мунц).
На доме, где родился Пастернак (2-я Тверская-Ямская улица, д. 2), была установлена мемориальная доска.
В память о троекратном пребывании в Туле на здании гостиницы Вёрмана 27 мая 2005 года была установлена мраморная памятная доска Пастернаку как нобелевскому лауреату, посвятившему Туле несколько произведений.
20 февраля 2008 года в Киеве в доме № 9 на улице Липинского (бывшая Чапаева) была установлена мемориальная доска, а через семь лет её сняли вандалы.
В 2012 году памятник Борису Пастернаку работы Зураба Церетели был установлен в районном центре Мучкап (Тамбовская область).
К 50-летию присуждения Нобелевской премии Борису Пастернаку княжество Монако выпустило в его честь почтовую марку.
27 января 2015 года Почта России в честь 125-летия со дня рождения поэта выпустила в почтовое обращение конверт с оригинальной маркой.
1 октября 2015 года в Чистополе был открыт памятник Пастернаку.
10 февраля 2020 года в московском санатории «Узкое» открылся мемориальный номер, посвящённый пребыванию там Бориса Пастернака.
В 2022 году издательство «Бослен» выпустило первый том из трёхтомной «Летописи жизни и творчества Б. Л. Пастернака», в который вошла документированная хроника жизни поэта с 1899 по 1924 год. Составители летописи — Анна Сергеева-Клятис и Рахель Лихт.

## Отражение творчества писателя в искусстве

### В кинематографе

#### За рубежом
«Доктор Живаго» впервые был экранизирован в Бразилии в 1959 году, когда был поставлен одноимённый телефильм «Doutor Jivago».
Самой известной в мире экранизацией романа был голливудский фильм 1965 года Дэвида Лина, получивший 5 премий «Золотой глобус» и 5 статуэток «Оскар».
Третья постановка была осуществлена режиссёром Джакомо Кампиотти (итал. Giacomo Campiotti) в 2002 году.

#### В СССР
В фильме «Степень риска» (1968) Иннокентий Смоктуновский (исполнитель роли математика Александра Кириллова) цитировал отрывок в 12 строк из стихотворения Пастернака «Быть знаменитым некрасиво…» (1956). Стихотворение «Во всём мне хочется дойти до самой сути» (1956) цитируется в фильме Олега Ефремова «Строится мост» (1965) в исполнении Игоря Кваши. Это же стихотворение читает в фильме «Блондинка за углом» (1984) Андрей Миронов, сыгравший астрофизика-неудачника Николая Порываева.
Массовый советский телезритель познакомился со стихами Пастернака в 1976 году в фильме Эльдара Рязанова «Ирония судьбы, или С лёгким паром!». Стихотворение «Никого не будет в доме…» (1931), преобразившееся в городской романс, в фильме исполняет, под аккомпанемент гитары, Сергей Никитин. Позднее Эльдар Рязанов включил отрывок из другого стихотворения Пастернака, «Любить иных — тяжёлый крест…» (1931), в свой фильм «Служебный роман», правда, в фарсовом эпизоде, где главный герой Анатолий Новосельцев пытается выдать стихи поэта за свои.
Песня на стихи Б. Л. Пастернака на музыку Сергея Никитина «Снег идёт» (1957) звучит в художественном фильме режиссёров Наума Ардашникова и Олега Ефремова «Старый новый год» (1980) в исполнении Сергея Никитина.
В 1990 году вышел телефильм «Другая драма», в котором переплетены биография Пастернака и сюжет романа «Доктор Живаго».

#### В России
«Доктор Живаго» был экранизирован в 2005 году Александром Прошкиным. В заглавной роли снялся Олег Меньшиков. Эта экранизация вызвала неоднозначные отзывы критики.

##### Киновоплощения
- Александр Смирнов, Леонид Майзель («Другая драма» («Pasternak»),  СССР,  Великобритания, 1990)
- Александр Хочинский («Генерал»,  Россия 1992)
- Александр Кудренко («Есенин»,  Россия, 2005)
- Сергей Юрский («Фурцева»,  Россия, 2011)
- Евгений Князев («Зеркала»,  Россия, 2013)
- Александр Барановский («Маяковский. Два дня»,  Россия, 2013)
- Сергей Варчук («Таинственная страсть»,  Россия, 2015)

### В театральных постановках
В 1987 году состоялась премьера написанной годом ранее оперы британского композитора Найджела Осборна «Электрификация Советского Союза» по мотивам произведений Бориса Пастернака.
В 2006 году в Пермском академическом Театре-Театре режиссёром Борисом Мильграмом, композитором Александром Журбиным и драматургом Михаилом Бартеневым был поставлен мюзикл «Доктор Живаго». Премьера состоялась 30 декабря.
В 2016 году в Гоголь-центре состоялась премьера спектакля «Пастернак. Сестра моя — жизнь». Режиссёр Максим Диденко.

### В творчестве современников
Долгое время Пастернак состоял в переписке с Мариной Цветаевой.
Анна Ахматова на смерть Пастернака 1 июня 1960 года написала стихотворение.
Варлам Шаламов, бывший в Переделкине на похоронах Пастернака, откликнулся на смерть поэта циклом из нескольких стихотворений, четыре из которых были написаны в тот же день — 2 июня 1960 года.
4 июня 1960 года присутствовавший на похоронах поэта Герман Плисецкий написал стихотворение под названием «Памяти Пастернака».
В 1962 году Борис Чичибабин написал стихотворение «Пастернаку».
4 декабря 1966 года Александр Галич написал и посвятил памяти поэта одну из своих лучших песен — «Памяти Пастернака», которую впоследствии неоднократно исполнял. Песня заканчивалась следующей строфой:
Вот и смолкли клевета и споры —

Словно взят у Вечности отгул…

А над гробом — встали мародёры,

И несут — почётный — ка-ра-ул!
29.11.1971 года в Театре на Таганке состоялась премьера спектакля «Гамлет» по трагедии Уильяма Шекспира, главную роль в котором исполнил ведущий актёр театра Владимир Высоцкий. Спектакль начинался с исполнения артистом, под собственный гитарный аккомпанемент, песни на стихотворение Б. Пастернака «Гамлет» (1946) — «Гул затих. Я вышел на подмостки…» (музыка В. Высоцкого). Спектакль стал центральным в репертуаре театра и оставался в нём до 18.7.1980 года включительно.

### Документальные фильмы
- 1980 — Поэзия. Борис Пастернак (Главная редакция литературно-драматических программ ЦТ СССР) — литературные чтения
- 1991 — Борис Пастернак. Свеча горела… (реж. Владимир Абрамов, Владимир Зарубин)
- 1997 — Больше, чем любовь. Борис Пастернак и Ольга Ивинская. О свойствах страсти (реж. Одельша Агишев)
- 2002 — Литературное Переделкино: Борис Пастернак (реж. Сергей Сатиренко)
- 2003 — Тайный путь «Доктора Живаго» / The Secret Passage of «Doktor Zhivago» (реж. Джерольд Хофманн / Gerold Hofmann)
- 2004 — Борис Пастернак. Свидание (реж. Аркадий Пучков, Игорь Штернберг)
- 2006 — Борис Пастернак: раскованный голос… (реж. Алексей Шемятовский, Виталий Максимов)
- 2007 — Снег идёт (Телеканал «Культура») — литературные чтения
- 2007 — Проект Энциклопедия / Encyclopedia channel: Борис Пастернак (США)
- 2008 — Больше, чем любовь. Борис Пастернак и Зинаида Нейгауз. Второе рождение (реж. Александр Столяров)
- 2008 — Борис Пастернак. Сумрак ночи (реж. Юлий Лурье)
- 2008 — Самарины и Пастернак: воскрешение идеи (реж. Ирина Федоренко)
- 2008 — Образы Бориса Пастернака (реж. Мария Волчанская)
- 2009 — Пастернак и другие (реж. Максим Палащенко)
- 2009 — Гении и злодеи уходящей эпохи: Борис Пастернак (реж. Юлия Маврина)
- 2009 — Цветаева + Пастернак (реж. Алексей Кужельный) — театральная постановка, Киевская академическая мастерская театрального искусства «Сузирья»
- 2010 — Исторические хроники с Николаем Сванидзе. 1958 год. Стрельцов и Пастернак (реж. Роман Масло)
- 2012 — Преступление Бориса Пастернака (реж. Светлана Резвушкина)[133]
- 2015 — Борис Пастернак. Будем верить, жить и ждать (реж. Олеся Фокина)

## Библиография

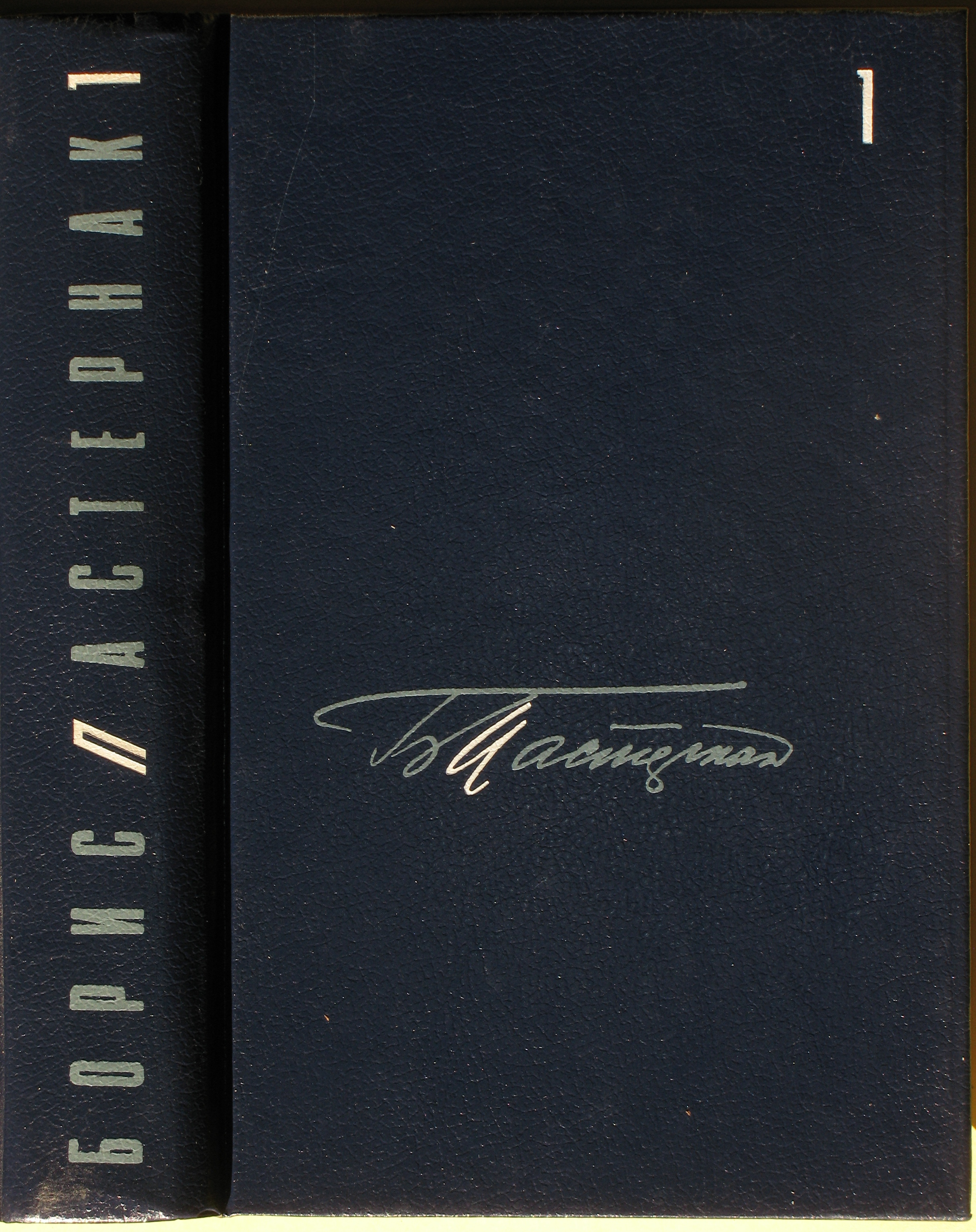
Том собрания сочинений Пастернака. М.: Худлит, 1990

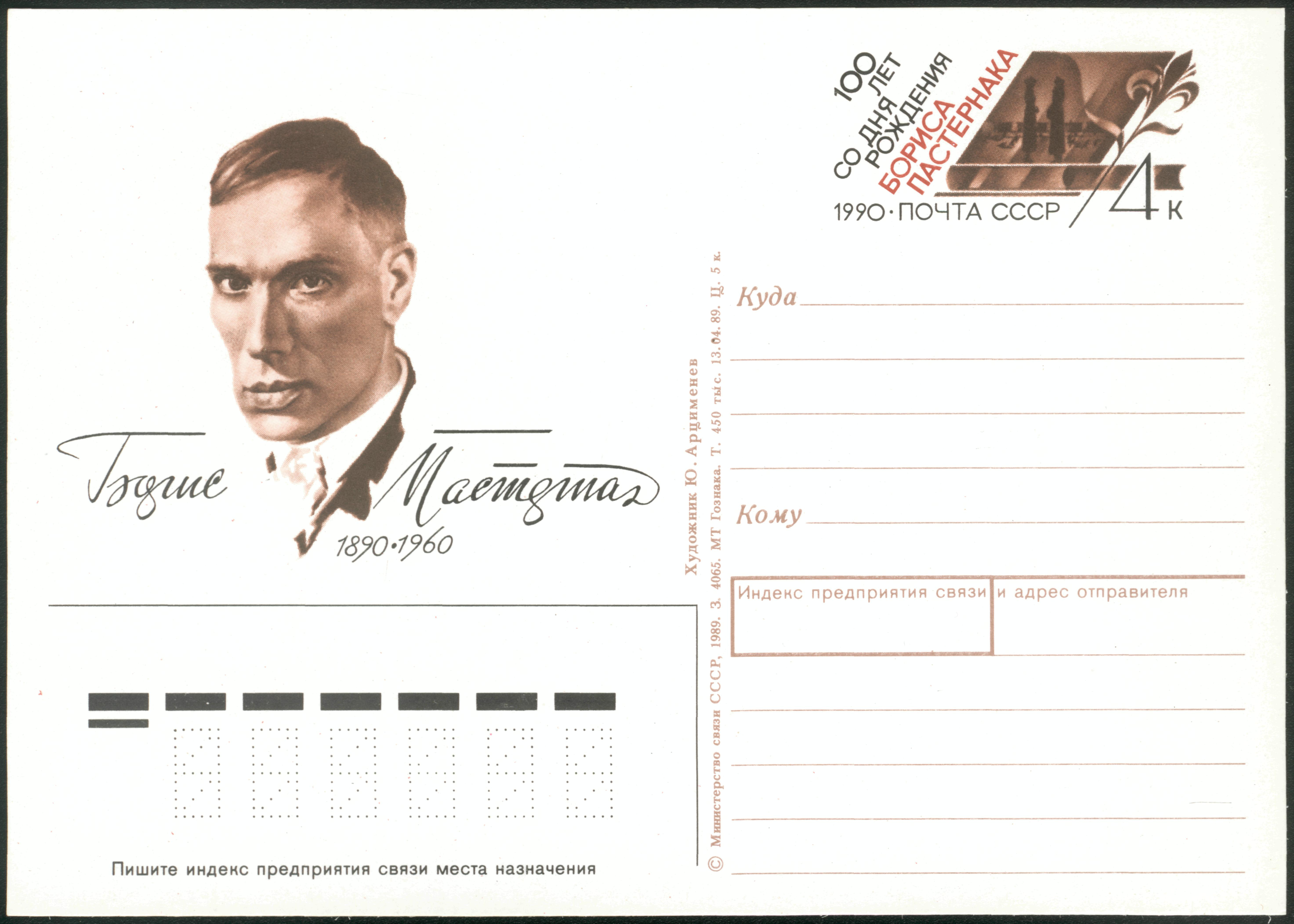
Почтовая карточка СССР с оригинальной маркой, художник Ю. Арцименев, 1990

### Произведения и книги
- Пастернак Б. Л. Близнец в тучах. — М.: «Лирика», 1914. — 200 экз.
- Пастернак Б. Л. Поверх барьеров: Вторая книга стихов. — М.: Центрифуга, 1917. — 500 экз.
- Пастернак Б. Л. Детство Люверс. — 1918. опубл. в 1922.
- Пастернак Б. Л. Три главы из повести // «Московский понедельник» : газета. — 1922.
- Пастернак Б. Л. Сестра моя жизнь: Стихи. Лето 1917 года. — М.: З. И. Гржебин, 1922. — 139 с.
- Пастернак Б. Л. Сестра моя жизнь: Стихи. Лето 1917 года. — Берлин / Петербург / Москва: Издательство З. И. Гржебина, 1923. — 116 с.
- Пастернак Б. Л. Темы и варьяции: Четвёртая книга стихов. — Берлин: Геликон, 1923.; 126 с.
- Пастернак Б. Л. Рассказы. — М.—Л.: Круг, 1925. — 108 с.; 3000 экз.
- Пастернак Б. Л. Избранные стихи. М.: Узел, 1926.— 32 с. — 700 экз.
- Пастернак Б. Л. 1905 год. Девятьсот пятый год. Первое издание. — М.—Л.: Госиздат, 1927. — 100 с.; 3000 экз. [Уменьшенный формат]
  - То же — Второе издание. — Гравюры на дереве Т. Покровской. — М.—Л.: Госиздат, 1930. — 96 с.; 3000 экз.
  - То же — Третье изд. — Л.: Изд-во писателей в Ленинграде, 1932. — 96 с. (тип. «Печатный двор») [Обложка работы М. А. Кирнарского]
- Пастернак Б. Л. Две книги: Стихи. — М.—Л.: ГИЗ, 1927. — 212 с.; 2000 экз.
- Пастернак Б. Л. Зверинец / рис. Н. Купреянова. — М.: Государственное издательство, 1929. — 16 с. — 10.000 экз.
- Пастернак Б. Л. Поверх барьеров: Стихи разных лет. — М.—Л.: Госиздат, 1929. — 152 с.; 3000 экз.
  - То же — Второе издание. Дополненное. — М.—Л.: Госиздат, 1931. — 162 с.
- Пастернак Б. Л. Спекторский. — М.—Л.: ГИХЛ, 1931. — 62 с.
- Пастернак Б. Л. Второе рождение: Стихи. — Обложка худ. А. Левина. — М.: Федерация, 1932. — 94 с. — 5200 экз.
- Пастернак Б. Л. «Охранная грамота», первые главы в журнале «Звезда» N 8 — 1929 год.
- Пастернак Б. Л.  Воздушные пути. — М.: ГИХЛ, 1933. — 142 с.
- Пастернак Б. Л. Второе рождение. — М.: «Советский писатель», 1934. — 95 с. — 10 200 экз.
- Пастернак Б. Л. Грузинские лирики. — М.: «Советский писатель», 1935.
- Пастернак Б. Л. На ранних поездах. — 1943.
- Пастернак Б. Л. Доктор Живаго. — Милан [Гаага]: Г. Фелтринелли [Mouton], 1958. — 634 с. — Первое неофициальное издание романа на русском языке.
- Пастернак Б. Л. Доктор Живаго. — Милан: Feltrinelli, [1959]. — [4], 569 с. — Первое «легальное» издание на русском языке.
- Пастернак Б. Л. Доктор Живаго. Роман. [В 2 т.] Т. 1-2. — Париж: Société d’Edition et d’Impression Mondiale (SEIM), 1959. Т. 1: [2], 295, [7] с. Т. 2: [6], 299—634, [2] c. — Издание ЦРУ.
- Пастернак Б. Л. Когда разгуляется, цикл стихотворений, полностью издан посмертно в «Избранном» (М., 1961).
- Пастернак Б. Л. Стихотворения и поэмы. — М.: «Государственное издательство художественной литературы», 1961. — 376 с. — 30 000 экз.
- Пастернак Б. Л. Доктор Живаго. — М.: «Советский писатель», 1989. — 736 с. — 200 000 экз.
- Пастернак Б. Л. Стихотворения и поэмы: В 2-х т / Сост., подг. текста и примеч. В. С. Баевского и Е. Б. Пастернака. — 3-е изд. — Л.: «Советский писатель», 1990. — (Библиотека поэта. Большая серия). — 100 000 экз.
- Пастернак Б. Л. Не я пишу стихи... Переводы из поэзии народов СССР. — М.: «Советский писатель», 1991. — 352 с.
- Пастернак Б. Л. Избранные сочинения / Сост. и комм. Е. В. Пастернак. — М.: РИПОЛ КЛАССИК, 1998. — (Бессмертная библиотека). — 10 000 экз.
- Пастернак Б. Л. Письма к родителям и сестрам. — М.: Новое литературное обозрение, 2004. — 896 с. — 3000 экз. — ISBN 5-86793-289-3.
- Переписка Бориса Пастернака. — М., Художественная литература, 1990. — 576 с., 250 000 экз.
- Пастернак Б. Л. «Земной простор» — Иркутск, Восточно-Сибирское книжное издательство, 1990, 50 000 экз.

### Переводы
Пьесы
- Уильям Шекспир: «Ромео и Джульетта», «Гамлет», «Отелло», «Король Лир», «Макбет», «Антоний и Клеопатра», «Генрих IV, часть 1», «Генрих IV, часть 2».
- Иоганн Вольфганг фон Гёте: «Фауст» (2 части).
- Фридрих Шиллер: «Мария Стюарт».
- Педро Кальдерон: «Стойкий принц».
- Бен Джонсон: «Алхимик»
- Генрих фон Клейст: «Роберт Гискар»
- Генрих фон Клейст: «Разбитый кувшин»
- Генрих фон Клейст: «Принц Фридрих Гомбургский»

Поэзия
- Поль Верлен
- Уильям Шекспир
- Джордж Гордон Байрон
- Перси Биши Шелли
- Джон Китс
- Алджернон Чарльз Суинбёрн
- Райнер Мария Рильке
- Иоганн Вольфганг фон Гёте
- Ганс Сакс
- Георг Гейм
- Иоганнес Роберт Бехер
- Шандор Петёфи
- Рабиндранат Тагор
- Рафаэль Альберти
- Юлиуш Словацкий
- Болеслав Лесьмян
- Витезслав Незвал
- Николоз Бараташвили
- Иосиф Гришашвили
- Важа-Пшавела
- Тициан Табидзе
- Паоло Яшвили
- Георгий Леонидзе
- Тарас Шевченко

### Музыкальные произведения
- Прелюдия ми-бемоль минор (1906)
- Прелюдия соль-диез минор
- Соната для фортепиано (1909) (часть 1), (часть 2)